# Raúl Anganuzzi
Raúl Anganuzzi (20 de julio de 1906-fecha de fallecimiento desconocida) fue un deportista argentino que compitió en esgrima, especialista en la modalidad de florete. Participó en los Juegos Olímpicos de Ámsterdam 1928, obteniendo una medalla de bronce en la prueba por equipos.

## Palmarés internacional
| Juegos Olímpicos | Juegos Olímpicos         | Juegos Olímpicos  | Juegos Olímpicos    |
| Año              | Lugar                    | Medalla           | Prueba              |
| ---------------- | ------------------------ | ----------------- | ------------------- |
| 1928             | Ámsterdam (Países Bajos) | Medalla de bronce | Florete por equipos |